# جان مید هاولز
جان مید هاولز (انگلیسی: John Mead Howells; ۱۴ اوت ۱۸۶۸ – ۲۲ سپتامبر ۱۹۵۹) معمار اهل ایالات متحده آمریکا بود.